# Castillo de la Millera
Los restos del castillo de la Millera se encuentran situados en el término municipal de Lascuarre, provincia de Huesca en lo alto de una montaña en la Sierra de la Mellera.

## Historia
Cuando en el año 1610 Juan Bautista Labaña realizó su viaje por el reino de Aragón con el fin de cartografiarlo, al llegar al lugar ya lo encontró en ruinas y afirmaba que pertenecía a los condes de Sástago que lo habían adquirido junto con la baronía de Castro por matrimonio. De lo dicho por Labaña se deduce que el castillo estaba dentro de la Baronía de Castro.

## Descripción
La zona arqueológica tiene aproximadamente una extensión de 1800 metros cuadrados y a simple vista se puede ver en el extremo sureste un muro de mampostería con dos aspilleras. Este enclave aún no ha tenido una campaña de excavaciones adecuada, aunque si se han recogido restos de cerámica del siglo XVI.

## Enlaces de interés
- Wikimedia Commons alberga una categoría multimedia sobre Castillo de la Millera.